# 카를 그로스
카를 그로스(Karl Groos, 1871년 12월 10일 ~ 1946년 3월 27일)는 독일의 철학자이자 심리학자이다. 유희의 진화적 도구주의 이론을 제안했다. 1898년 책 동물의 유희(The Play of Animals)는 유희가 이후의 삶의 준비와 동일하다고 이야기했다.
그로스는 바젤 기센의 전업 철학 교수였으며 1911년부터 1929년에 튀빙겐에 있었다.
유희가 기본적으로 유용하기 때문에 자연선택에 의한 일반적인 진화의 과정으로 설명이 가능하다는 것이 그의 주된 아이디어였다. 동물이 유희를 할 때 생존을 위해 싸움과 같은 기초적 본능을 보인다.